# Campeonato Asiático de Lucha de 2015
El XXVIII Campeonato Asiático de Lucha se celebró en Doha (Catar) entre el 6 y el 10 de mayo de 2015 bajo la organización de la Federación Internacional de Luchas Asociadas (FILA)
Las competiciones se realizaron en un pabellón ASPIRE Dome.

## Medallero
| Núm.  | País            | Oro | Plata | Bronce | Total |
| ----- | --------------- | --- | ----- | ------ | ----- |
| 1     | Irán            | 7   | 3     | 3      | 13    |
| 2     | Japón           | 4   | 5     | 9      | 18    |
| 3     | China           | 4   | 3     | 5      | 12    |
| 4     | Uzbekistán      | 3   | 0     | 6      | 9     |
| 5     | Kazajistán      | 2   | 2     | 8      | 12    |
| 6     | Corea del Sur   | 2   | 0     | 2      | 4     |
| 7     | Kirguistán      | 1   | 6     | 1      | 8     |
| 8     | Mongolia        | 1   | 1     | 5      | 7     |
| 9     | Corea del Norte | 0   | 3     | 1      | 4     |
| 10    | India           | 0   | 1     | 4      | 5     |
| 11    | Tayikistán      | 0   | 0     | 2      | 2     |
| 12    | China Taipéi    | 0   | 0     | 1      | 1     |
| TOTAL | TOTAL           | 24  | 24    | 47     | 95    |

## Resultados

### Lucha grecorromana masculina
| Evento | Oro                            | Plata                           | Bronce                                                          |
| ------ | ------------------------------ | ------------------------------- | --------------------------------------------------------------- |
| 59 kg  | Elmurat Tasmuradov Uzbekistán  | Yun Won-chol Corea del Norte    | Shinobu Ōta · Japón · Arsen Eraliev · Kirguistán                |
| 66 kg  | Ryu Han-su Corea del Sur       | Mohammad Ali Geraei Irán        | Demeu Zhadrayev · Kazajistán · Zheng Pan · China                |
| 71 kg  | Ramin Taheri Irán              | Ruslan Tsarev · Kirguistán      | Nurbek Kholmukhammatov Uzbekistán Zhang Ridong China            |
| 75 kg  | Kim Hyeon-woo Corea del Sur    | Atabek Azisbekov · Kirguistán   | Dilshod Turdiev Uzbekistán Payam Bouyeri Irán                   |
| 80 kg  | Yousef Ghaderian Irán          | Aishan Aisha China              | Jonibek Otabekov · Uzbekistán · Zhassulan Koshanov · Kazajistán |
| 85 kg  | Rustam Assakalov Uzbekistán    | Nursultan Tursynov · Kazajistán | Taichi Oka Japón Park Jin-sung Corea del Sur                    |
| 98 kg  | Mahdi Aliyari Irán             | Xiao Di China                   | Margulan Assembekov · Kazajistán · Norikatsu Saikawa · Japón    |
| 130 kg | Nurmajan Tynaliev · Kazajistán | Meng Qiang China                | Murodjon Tuychiev Tayikistán Bashir Babajanzadeh Irán           |

### Lucha libre masculina
| Evento | Oro                               | Plata                              | Bronce                                                     |
| ------ | --------------------------------- | ---------------------------------- | ---------------------------------------------------------- |
| 57 kg  | Erdenebatyn Bekhbayar Mongolia    | Samat Nadyrbek Uulu · Kirguistán   | Fumitaka Morishita Japón Younes Sarmasti Irán              |
| 61 kg  | Daulet Niyazbekov · Kazajistán    | Behnam Ehsanpour Irán              | Masakazu Kamoi Japón Batboldyn Nomin Mongolia              |
| 65 kg  | Masoud Esmaeilpour Irán           | Tomotsugu Ishida Japón             | Ruslan Pliev Uzbekistán Ganzorigiin Mandakhnaran Mongolia  |
| 70 kg  | Bekzod Abdurajmonov Uzbekistán    | Elaman Dogdurbek Uulu · Kirguistán | Takafumi Kojima Japón Gantulgyn Iderkhüü Mongolia          |
| 74 kg  | Peiman Yarahmadi Irán             | Daisuke Shimada Japón              | Narsingh Pancham Yadav India Rashid Kurbanov Uzbekistán    |
| 86 kg  | Alireza Karimi Irán               | Atsushi Matsumoto Japón            | Umidjon Ismanov Uzbekistán Pürveegiin Ösökhbaatar Mongolia |
| 97 kg  | Mohammad Hossein Mohammadian Irán | Magomed Musáiev · Kirguistán       | Kim Jae-gang Corea del Sur Takeshi Yamaguchi Japón         |
| 125 kg | Aiaal Lazarev · Kirguistán        | Komeil Ghasemi Irán                | Farkhod Anakulov Tayikistán Deng Zhiwei China              |

### Lucha libre femenina
| Evento | Oro                 | Plata                           | Bronce                                                              |
| ------ | ------------------- | ------------------------------- | ------------------------------------------------------------------- |
| 48 kg  | Yuki Irie Japón     | Vinesh Phogat India             | Kim Hyon-gyong · Corea del Norte · Tatyana Amanzhol · Kazajistán    |
| 53 kg  | Zhong Xuechun China | Pak Yong-mi Corea del Norte     | Nanami Irie · Japón · Zhuldyz Eshimova · Kazajistán                 |
| 55 kg  | Anri Kimura Japón   | Han Kum-ok Corea del Norte      | Lalita Sehrawat India Li Hui China                                  |
| 58 kg  | Kaori Icho Japón    | Aisuluu Tynybekova · Kirguistán | Aiyim Abdildina · Kazajistán · Geeta Phogat · India                 |
| 60 kg  | Luo Xiaojuan China  | Yoshimi Kayama Japón            | Sakshi Malik India                                                  |
| 63 kg  | Xiluo Zhuoma China  | Kanako Murata Japón             | Yekaterina Larionova · Kazajistán · Enjbayaryn Tsevegmid · Mongolia |
| 69 kg  | Zhou Feng China     | Elmira Syzdykova · Kazajistán   | Chen Wen-ling China Taipéi Kayoko Kudo Japón                        |
| 75 kg  | Hiroe Suzuki Japón  | Badrajyn Odonchimeg Mongolia    | Gulmaral Yerkebayeva · Kazajistán · Zhou Qian · China               |